# Johann Jakob Weilenmann
Pour les articles homonymes, voir Weilenmann.
Johann Jakob Weilenmann est un alpiniste suisse, né le 24 janvier 1819 à Saint-Gall où il est mort le 8 juin 1896. Il est l'auteur de nombreuses premières ascensions dans les Alpes et a publié des ouvrages sur la montagne.

## Premières
- 1858 - Muttler
- 1859 - Monte Leone
- 1861 - Fluchthorn avec Franz Pöll
- 1862 - Ramolkogel
- 1865 - Piz Buin avec par Joseph Anton Specht, Jakob Pfitscher et Franz Pöll
- 1865 - Mont Blanc de Cheilon avec et J. Felley
- 1865 - Crast' Agüzza avec Joseph Anton Specht, Jakob Pfitscher et Franz Pöll
- 1887 - Helsenhorn

## Publications
- 1859 - Eine Ersteigung des Piz Linard im Unter-Engadin
- 1859 - Berg- und Gletscher-Fahrten in den Hochalpen der Schweiz, coécrit avec Heinrich Zellen-Horner, Melchior Ulrich et Gottlieb Samuel Studer
- 1859 - Die Ersteigung des Monte Rosa und Monte Generoso, coécrit avec Melchior Ulrich
- 1866 - Im Adula-Gebirge
- 1866 - Das Gepaatschjoch: aus dem Kauner-Thale über die Gepaatsch- und Vernagt-Ferner nach dem Rofenthale
- 1868 - Die bäder von Bormio : Landschaftsbilder, bergfahrten und naturwissenschaftliche skizzen, coécrit avec Gottfried Ludwig Theobald
- 1868 - Die Bäder von Bormio und die sie umgebende Gebirgswelt, coécrit avec Gottfried Theobald, Christian Gregor Brugger et Conrad Meyer-Ahrens
- 1872 - Aus der Firnenwelt, gesammelte Schriften
- 1923 - Aus der Firnenwelt : Rhätikon, Silvretta, Fernwall
- 1937 - Schnalsertal und Vintschgau
- 1989 - Bergabenteuer in Rätikon, Verwall und Silvretta : auf den Höhenwegen vom Rheintal bis zum Engadin mit dem einsamen Bergwanderer des 19. Jahrhunderts